# Umm Turajkijja al-Kiblijja
Umm Turajkijja al-Kiblijja (arab. أم تريكية القبلية)  – wieś w Syrii, w muhafazie Hama. W 2004 roku liczyła 832 mieszkańców.